# Mabuni Ken’ei

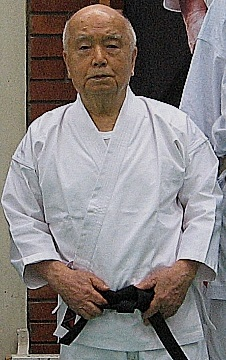
Mabuni Ken’ei

Mabuni Ken’ei (jap. 摩文仁 賢榮; * 13. Februar 1918 in Shuri (heute Naha), Präfektur Okinawa; † 19. Dezember 2015) war ein japanischer Karatemeister (Shitō ryū), 10. Dan.

## Leben
Mabuni Ken’ei kam als Sohn des Gründers des Shitō-Ryū, Mabuni Kenwa, von Kindheit an mit dem Karate und etlichen seiner bedeutendsten Vertreter, wie zum Beispiel Funakoshi Gichin oder Miyagi Chōjun, in Berührung. Er wurde nach dem Tode seines Vaters im Jahre 1952 dessen offizieller Nachfolger als Oberhaupt des Shitō-Ryū. Durch seine intensive Lehrtätigkeit trug er aktiv zur weltweiten Verbreitung dieses Karatestils bei, vor allem auch im Ausland. Beispielsweise verbrachte er länger als ein Jahr (1969/70) in Guatemala und bildete dort Nachwuchskader aus. Regelmäßig hielt er auch noch im hohen Alter Lehrgänge auf Korsika ab.
Mabuni Kenei war bestrebt, authentisches Shitō-Ryū zu lehren und zu bewahren, wobei er besonderen Wert auf die Vermittlung der geistigen Inhalte des Karatedō legte. Ohne Sportkarate grundsätzlich abzulehnen, trat er für eine klare Trennung zwischen Karate als Budō und Sportkarate ein.
Zu seinen Verdiensten gehört, die durch den Uechi-ryū inspirierte Kata Shimpā, welche sein Vater geschaffen, aber nicht vollendet hatte, vervollständigt zu haben. Des Weiteren war er der Verfasser verschiedener Bücher über Techniken des Shitō-Ryū und eines Werkes über die historischen Wurzeln und die geistigen Grundlagen des Karate als Budō.

## Veröffentlichungen
- Kenei Mabuni: Leere Hand – Vom Wesen des Budō-Karate. Palisander Verlag, 1. Auflage 2007, ISBN 978-3-938305-05-8